# Rostsparvuggla
Rostsparvuggla (Glaucidium brasilianum) är en fågel i familjen ugglor inom ordningen ugglefåglar.

## Utseende och läte
Rostsparvugglan är en liten och kompakt uggla med stort och runt huvud utan örontofsar, korta och rundade vingar samt relativt lång stjärt. På baksidan av huvudet syns två ögonlika mörka fläckar. Näbben är gul, liksom ögonen. Fjäderdräkten varierar från rostbrun till gråaktig, men i alla dräkter har den vita fläckar på ryggen och längsstreckad undersida. Unikt för arten är den vitstreckade hjässan, där artkomplexet kring trollsparvugglan istället har små vita prickar. Den har också relativt många och smala mörka tvärband på stjärten. Sången består av en serie ljusa och ihåliga visslingar, snabbare och med hårdare toner än trollsparvugglan med släktingar.

## Utbredning och systematik
Rostsparvugglan har en mycket vid utbredning från sydligaste USA söderut genom Centralamerika till Argentina. Clements et al delar in den i 14 underarter med följande utbredning:
- brasilianum-gruppen
  - Glaucidium brasilianum cactorum – sydöstra Arizona och västra Mexiko (söderut till norra  Nayarit)
  - Glaucidium brasilianum intermedium – västra Mexiko från södra Nayarit till Oaxaca
  - Glaucidium brasilianum saturatum – södra Mexiko (Chiapas) och Guatemala
  - Glaucidium brasilianum ridgwayi – södra Texas (från den nedre delen av Rio Grande-dalen) till Panama (Canal Zone)
  - Glaucidium brasilianum medianum – tropiska låglandet i norra Colombia
  - Glaucidium brasilianum margaritae – Isla Margarita (Venezuela)
  - Glaucidium brasilianum phaloenoides – tropiska norra Venezuela, på Trinidad och i Guyanaregionen
  - Glaucidium brasilianum duidae – tepuis i södra Venezuela (Matt. Duida)
  - Glaucidium brasilianum olivaceum – tepuis i södra Venezuela (Matt. Auyan-Tepui)
  - Glaucidium brasilianum ucayalae – östra basen av Anderna i sydöstra Colombia till Peru och norra Bolivia
  - Glaucidium brasilianum brasilianum – södra Amazonområdet i Brasilien, östra Paraguay, Uruguay och nordöstra Argentina
  - Glaucidium brasilianum pallens – chaco i östra Bolivia, västra Paraguay och norra Argentina
  - Glaucidium brasilianum stranecki – södra Uruguay till centrala Argentina
- Glaucidium brasilianum tucumanum – subtropiska västra Argentina (från Salta och Tucumán till Córdoba)

Underarten saturatum inkluderas ofta i ridgway Ofta urskiljs även underarten intermedium, med utbredning i västra Mexiko från södra Nayarit till Oaxaca.

## Levnadssätt
Rostsparvugglan är en vida spridd och generellt vanlig uggla i tropiska låglänta områden. Liksom andra sparvugglor ses och hörs den ofta även dagtid. Den föredrar öppna tropiska skogar, buskmarker med spridda träd (även i byar och städer) samt tropisk tallsavann. Fågeln upptäcks ofta genom varningsläten från småfåglar som mobbar den vilande ugglan.

## Status och hot
Arten har ett stort utbredningsområde, men tros minska i antal, dock inte tillräckligt kraftigt för att den ska betraktas som hotad. Internationella naturvårdsunionen IUCN listar arten som livskraftig (LC). Beståndet uppskattas till 20 miljoner vuxna individer.

## Bilder

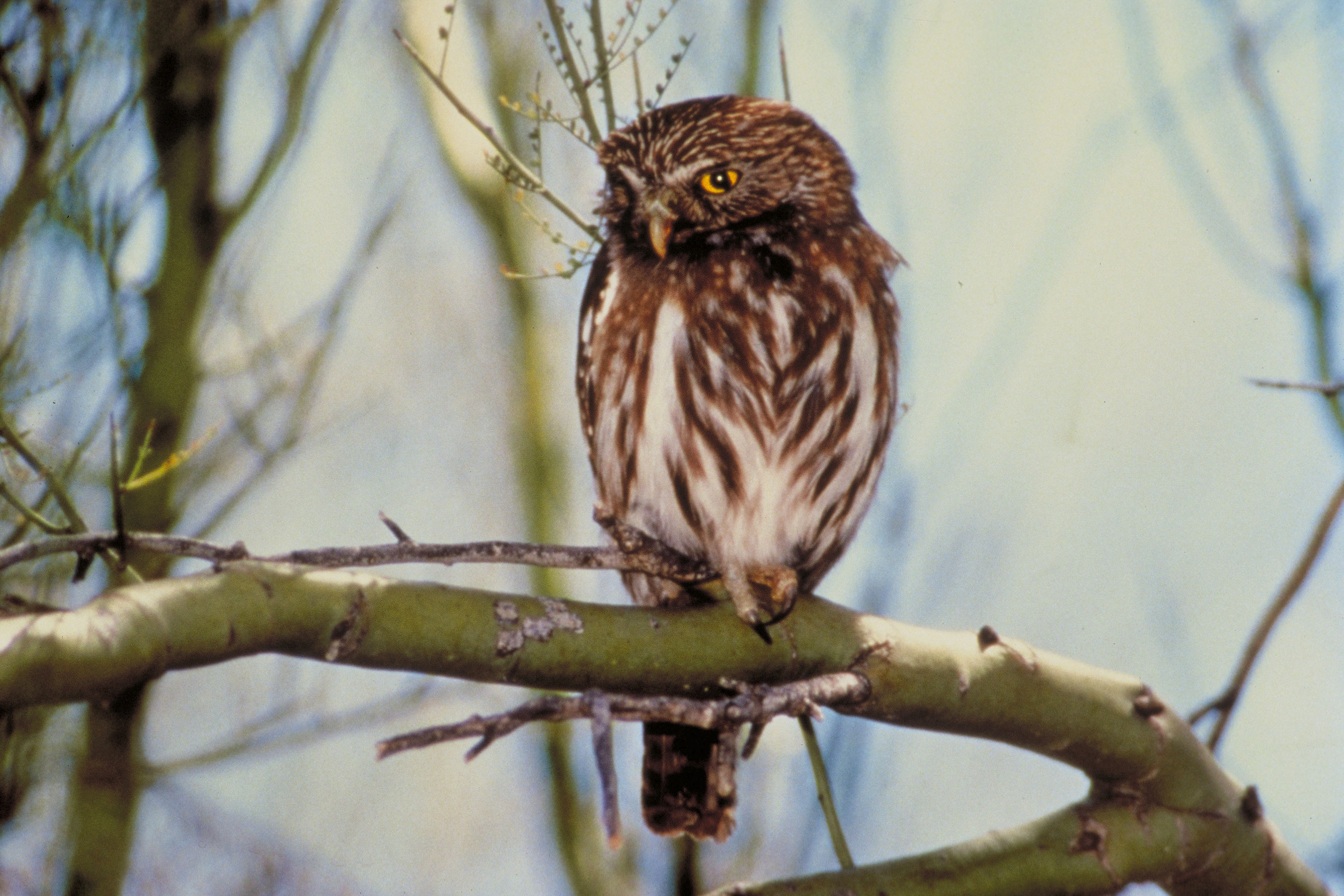
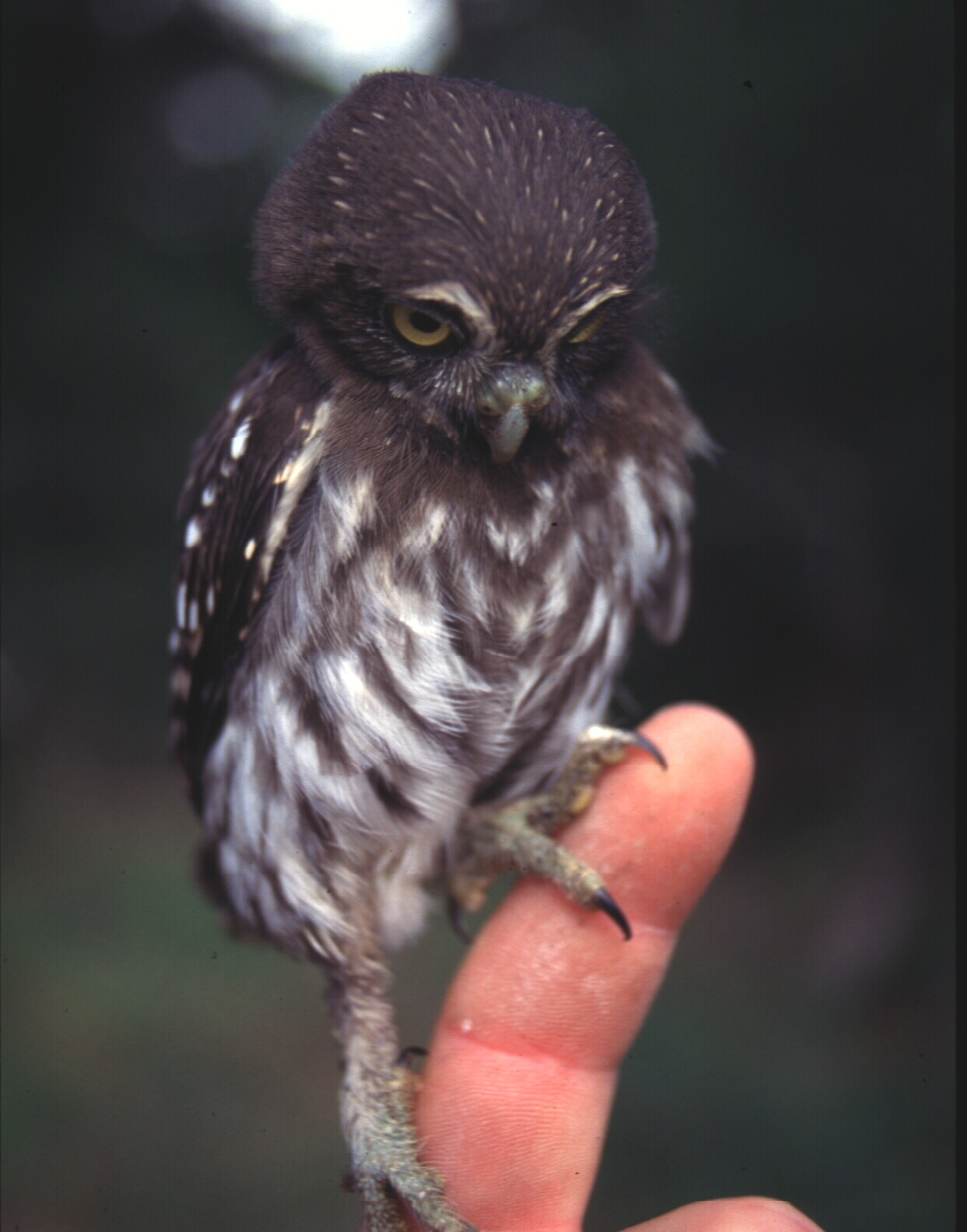
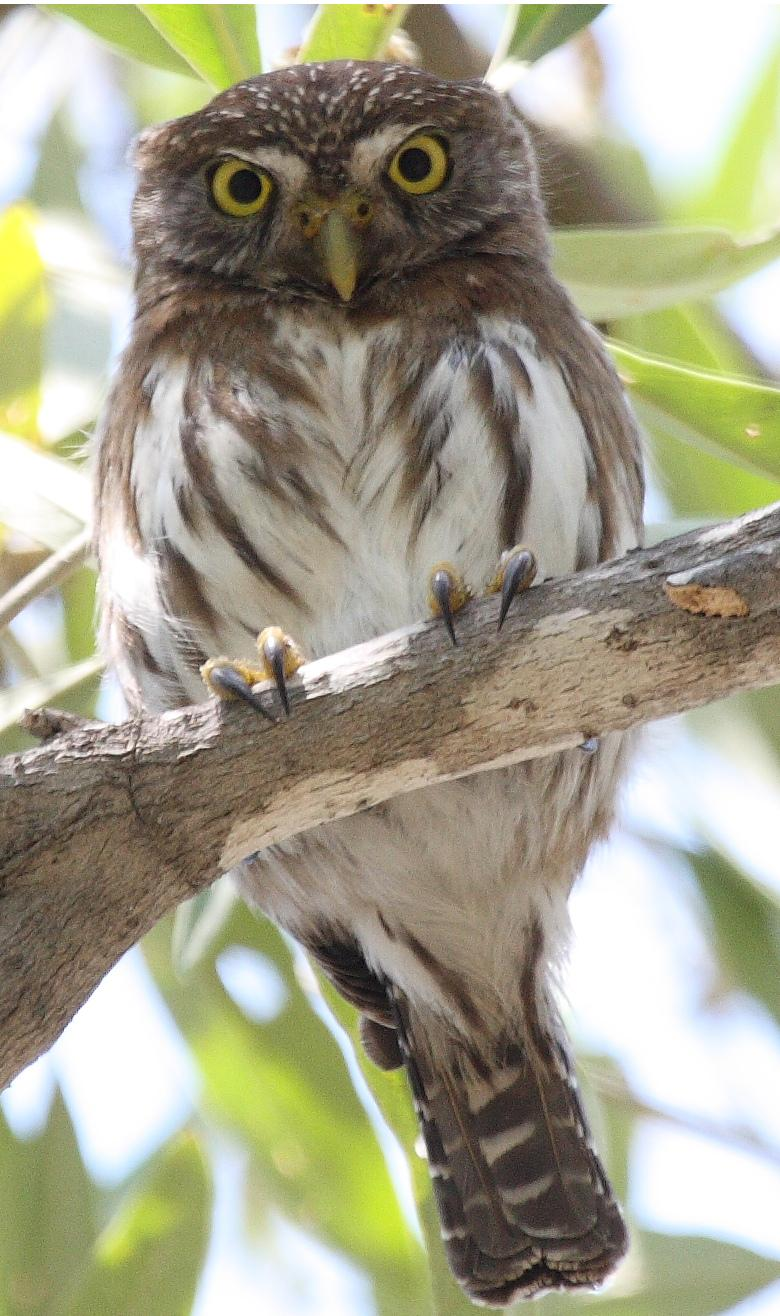
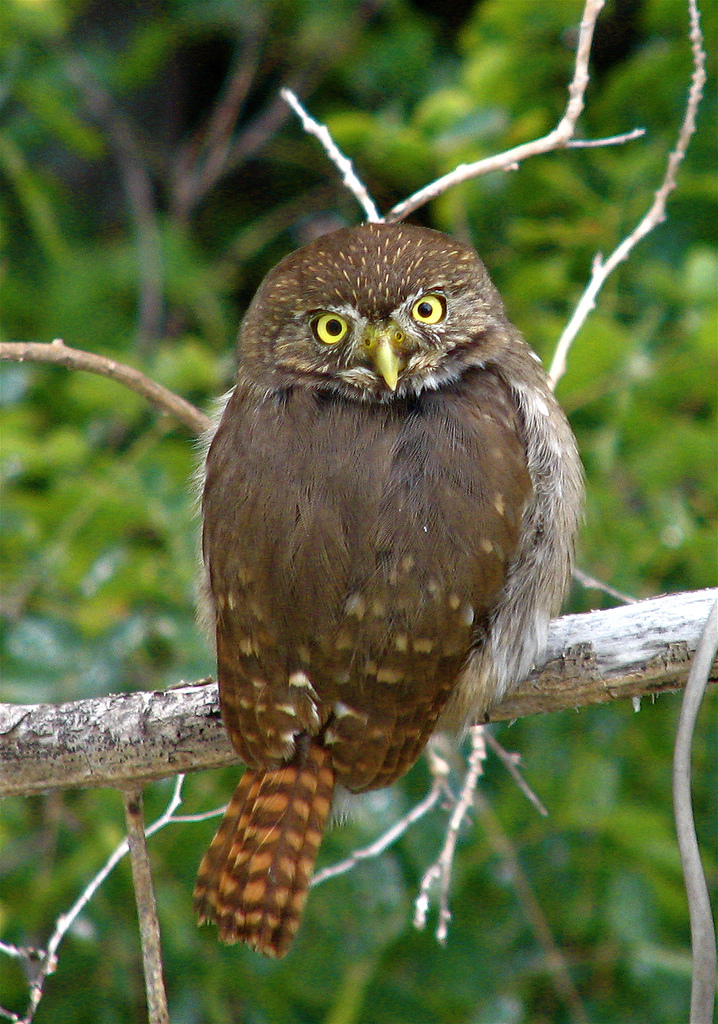
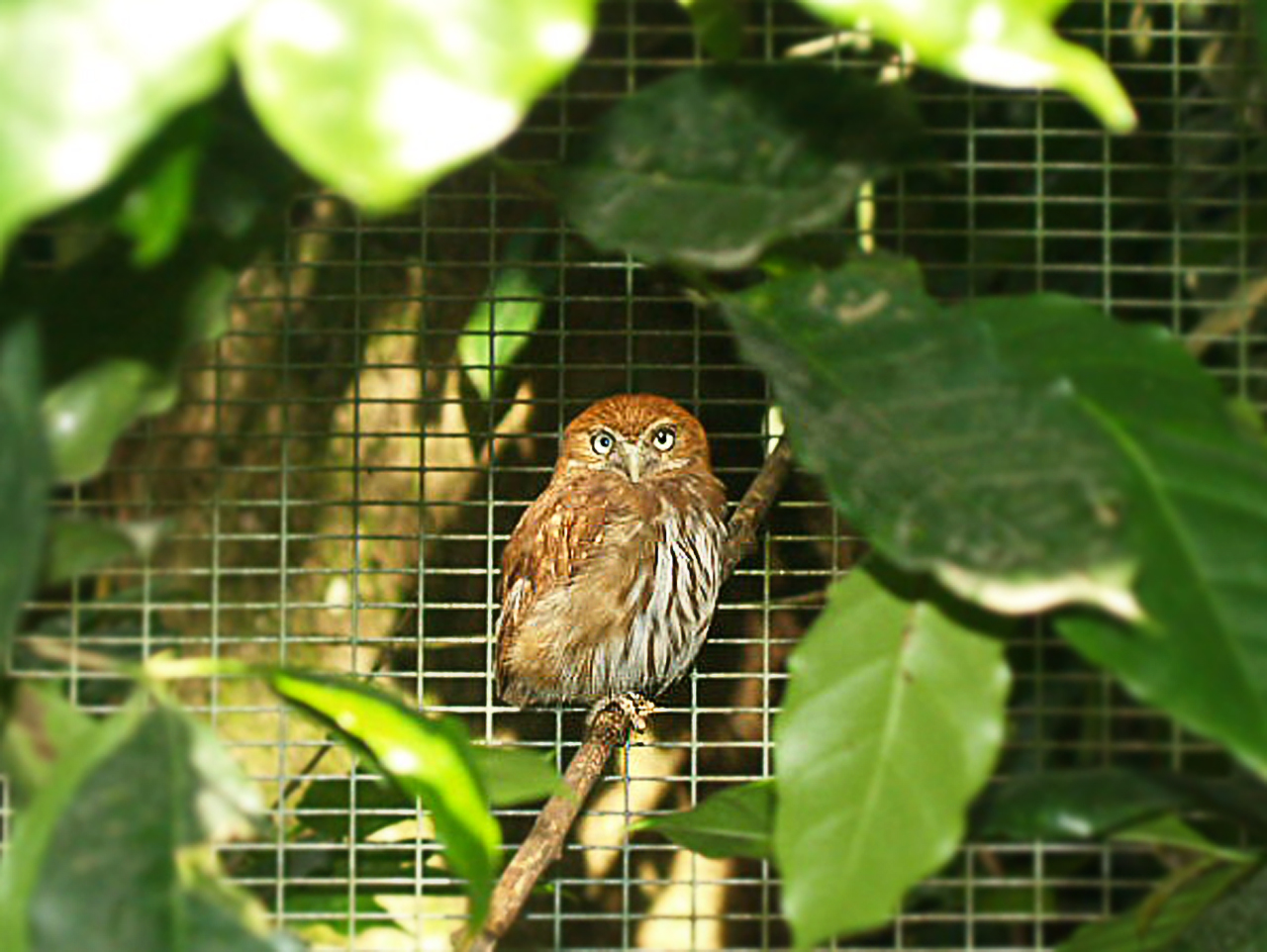